# Градска къща
Градска къща или таунхаус (на английски: townhouse от town – „малък град, село“ и house – „къща, дом“) е ниска жилищна сграда с поне два пълни етажа или обществена многоетажна сграда с няколко апартамента на различни етажи, обикновено с изолирани входове (тоест без общ вход), тераси и таванско помещение, която става широко разпространена в европейските градове и покрайнини на застроени територии със средна плътност. Всеки апартамент в градската къща в повечето случаи (но не непременно) има отделен вход от улицата и тераса, понякога гараж и малка предна градина.
Къщите могат да бъдат самостоятелни или построени до други къщи. Отделните таунхауси са построени като величествени, големи и просторни жилища и се разпознават по високата улучна линия и високите тавани. Тези домове често имат входна врата точно в средата на къщата, заобиколена от двете страни от симетрични прозорци. Последният етаж има най-често четирискатен покрив с два комина отгоре и една или две капандури.
Въпреки някои структурни прилики, градските къщи, построени една до друга не трябва да се отъждествяват с редовите блокови къщи, наредени една до друга в редица (роухауси) тъй като терминът „таунхаус“ може да означава или блок, или самостоятелна жилищна сграда (например Campbell Townhouse в Орегон, Bute House или Queensberry House в Единбург и др.). Редовите блокови къщи имат непрекъснат покрив и основа, а една стена разделя съседните къщи, но някои имат двойна стена с широко въздушно пространство между тях на обща основа.
Езици като английски и френски правят разлика между градска къща в града (на английски: townhouse, на френски: hôtel prive и имение извън града (на английски: manor house, (на френски: manoir).
Градските къщи са разпространени отначало в Европа, а след това в Северна Америка, Азия, Австралия, Южна Африка.

## Европа

### Нидерландия, Белгия и Скандинавия
Градските къщи, които са построени една до друга, са тесни, дълбоки и могат да бъдат много високи. Това е така, защото данъкът се събира в зависимост от ширината на фасадата. Те са свързани с общи странични стени, имат високи тавани на първия етаж и почти всички се характеризират със стъпаловиден фронтон, камбанен фронтон, фронтон с шия или корниз. В задната част на сградата често има градина, която се простира наполовина до къщата отзад.
Има много имения с градски къщи, особено по каналите на Амстердам. Отделните таунхауси са известни още като патрициански къщи. За да пропускат възможно най-много светлина, са поставени високи величествени стъклени прозорци, което довежда до високи тавани. По времето, когато са строени, електричеството още е било немислимо.
През 1585 г. администраторите в Амстердам ускоряват плановете за разширяване. То се извършва през XVII век на 4 етапа. Поради тези разширения и нови канали са построени имения с градски къщи. Те са предназначени за богатите жители и се характеризират с луксозния си вид. Повечето имения по каналите на Амстердам са разрушени през първата половина на XVIII век, за да се създаде повече пространство. През втората половина на 18 век са издигнати много канални къщи.

### Обединено кралство
Таунхаусите във Великобритания се появяват през XVIII – XIX век. Първоначално този термин се нарича градска резиденция на представител на аристокрацията – такива къщи могат да стоят отделно, но в повечето случаи те са били вградени в редица съседни къщи. В резултат на това е било доста трудно да се разграничат например скромните градски къщи на дребната аристокрация и редовите блокови къщи на върхушката на британската буржоазия, тъй като архитектурно те са били едно и също. След Първата световна война много (но не всички) британски къщи като такива изчезват: те стават обикновени миникомплекси с апартаменти.
В Обединеното кралство повечето градски къщи са с тераси. Само малка част от тях, като цяло най-големите, са отделени, но дори аристократи, чиито селски къщи са имали земи от стотици или хиляди акра, често са живеели в къщи с тераси в града. Например, херцогът на Норфолк притежава замъка Аръндел в провинцията, докато неговата лондонска къща Норфолк Хаус е била къща с тераса на площад Сейнт Джеймс с ширина над 30 метра.

### Русия
Първите градски къщи в Русия са построени през 1995 г. близо до Москва – близо до Новогорск, Троицк и село Нови Ржавки. 
В началото на XXI век в Русия (предимно в Московска област) има „бум на вили“. Градските къщи също се строят активно. Селата с таунхауси често са построени на бивши кооперативни полета, в непосредствена близост до шумни магистрали, далеч от големи населени места. Разработчиците възприемат такива населени места като селища от икономична класа и не се притесняват да привличат архитекти-специалисти в нискоетажното строителство, пренебрегват зонирането на територията, създаването на необходимата инфраструктура. 
През януари 2010 г. вестник „Известия“ съобщи за нова тенденция в крайградското строителство в района на Москва. В селските селища или в крайградските райони с размери 6 декара малки частни предприемачи започват да строят жилищни сгради за продажба, рекламирани като „клубни къщи“ или „градски къщи“. Авторът ги нарича „селски небостъргачи“, подигравайки се с мрачния вид и външния вид на казармите от архитектурата на такива сгради. Според източника редица малки разработчици имат сериозни проблеми както с документите за собственост, така и с включването на комуникациите, за които обикновено премълчават.
- Градски къщи на Земеделската улица в Санкт-Петербург
- Градски къщи на бившата улица „Мигуновская“ в Санкт-Петербург

## Северна Америка
В Съединените щати и Канада има два типа градски къща. По-старият предшества автомобила и обозначава къща с малка застроена площ в град, но поради множеството си етажи (понякога шест или повече), тя има голяма жилищна площ, често с помещения за прислуга. Малката застроена площ на градската къща ѝ позволява да бъде в рамките на пешеходно или транзитно разстояние от бизнес и индустриални зони на града, но все пак достатъчно луксозна за богатите жители на града. 
Таунхаусите са скъпи, когато са отделни необичайни еднофамилни къщи, като например в Ню Йорк, Чикаго, Бостън, Филаделфия, Торонто, Вашингтон и Сан Франциско.
Роухаусите са сходни и се състоят от няколко съседни, еднакви единици, първоначално строени в по-стари градски райони в Балтимор, Филаделфия, Ричмънд, Чарлстън (Южна Каролина), Савана и Ню Орлиънс, но сега също се намират и в предградията като жилища с по-ниска цена. Редовата блокова къща обикновено е по-малка и по-малко луксозна от жилище, наречено градска къща.
Името „таунхаус“ (townhouse) – „градска къща“ или „таунхоум“ (townhome) – „градски дом“ по-късно е използвано за описване на неравномерни единици в крайградските райони, които са проектирани да имитират самостоятелни или полуотделни домове. Днес терминът „таунхаус“ се използва за описване на единици, имитиращи самостоятелен дом, които са прикрепени в комплекс от няколко блока. Разликата между жилищна единица, наречена апартамент, и тази, наречена таунхаус е, че таунхаусите обикновено се състоят от няколко етажа и имат собствена външна врата, за разлика от апартаментите, които имат само едно ниво и/или имат достъп чрез стълбище до друго ниво през вътрешен коридор или през външна тераса в стил балкон (по-често в по-топлия климат). Друго отличие е, че в повечето райони на САЩ извън най-големите градове, апартаментът се отнася до жилища под наем, а градската къща обикновено се отнася до жилище с индивидуална собственост, без друга единица под или отгоре, въпреки че терминът апартамент в стил таунхаус (под наем) се използва и за двуетажни апартаменти.
Таунхаусите също могат да бъдат „подредени“. Такива домове имат множество единици вертикално (обикновено две), най-често всяка със собствен вход от улицата или поне отвън. Те могат да бъдат един до друг в ред от три или повече, като в този случай понякога се наричат редови къщи. Таунхаус в група от две жилища може да бъде посочен като градска къща, но в Канада и САЩ обикновено се нарича двуфамилен дом, а в някои райони на западна Канада – полудуплекс.
В Канада еднофамилните жилища, независимо дали са от всякакъв тип, като еднофамилни самостоятелни жилища, апартаменти, мобилни къщи или градски къщи, например, са разделени на две категории собственост:
- Етажна собственост (Condominium), където човек притежава интериора на единицата и също така определен дял като идеална част от неразделената останалата част от сградата и земята, известни като общи елементи.
- Еднолична собственост (Freehold), където човек притежава изключително земята и жилището без аспекти на етажната собственост. Те също могат да споделят основата, но имат тесни въздушни пространства между тях и също се наричат градски къщи.

Таунхаусите с етажна собственост, също като апартаментите с етажна собственост, често се наричат апартаменти, като по този начин се позовават на типа собственост, а не на типа жилище. Тъй като апартаментите в стил апартамент са най-често срещаните, когато някой се позовава на апартамент, мнозина погрешно приемат, че това трябва да е апартамент в стил апартамент и обратно, че само жилища в стил апартамент могат да бъдат апартаменти. Всички видове жилища могат да бъдат апартаменти и това това важи и за градските къщи. Градска къща от кафяв камък е особен сорт, открит в Ню Йорк.

## Азия, Австралия, Южна Африка, Зимбабве
В Азия, Австралия, Южна Африка и Зимбабве употребата на термина следва северноамериканския смисъл. Таунхаусите обикновено се намират в комплекси. Големите комплекси често имат висока сигурност, курортни съоръжения като басейни, фитнес зали, паркове и оборудване за детски площадки. Обикновено градската къща има заглавие Strata; вид право на собственост, където общата собственост (озеленена територия, обществени коридори, сградна структура и т.н.) е собственост на корпорация от индивидуални собственици, а къщите в имота са собственост на отделните собственици.
В гъсто населените азиатски градове, доминирани от високи жилищни блокове, като Хонконг, градските къщи в частни жилищни сгради остават почти изключително населени от много богатите поради рядкостта и относително големите размери на жилищата. Видни примери в Хонконг включват „Северн 8“, където градска къща от 470,7 м2) е продадена през 2008 г. за 285 милиона хонконгски долара (37 милиона щатски долара) или 605 487,2 хонконгски долара (78607,1 щатски долара) за 1 кв. м – рекорд в Азия, и Бевърли Хилс, който се състои от множество редове градски къщи с някои единици до 1000 м2). Обикновено в предградията на големите градове, стара къща на голям участък от земя се разрушава и се заменя с къс ред градски къщи, построени „в края“ на улицата за допълнителна поверителност.

## Допълнителна информация
- Cunningham, Peter. Handbook of London Past and Present, London, 1850 (see section 20: „Palaces & Chief Houses of the Nobility & Gentry in the Present Day“).
- Daisy, Countess of Fingall. Seventy Years Young. First published in 1937 (autobiography of an Irish peer's wife, covering the late nineteenth and early twentieth century).